# 纳加普尔
纳加普尔（Nagapur），是印度马哈拉施特拉邦Ahmadnagar县的一个城镇。总人口7062（2001年）。

## 人口
该地2001年总人口7062人，其中男性3998人，女性3064人；0—6岁人口1027人，其中男558人，女469人；识字率74.48%，其中男性为79.34%，女性为68.15%。